# Метод Казіскі
Метод Казіскі або Тест Казіски - метод криптоаналізу поліалфавітних шифрів, який був опублікований Фрідріхом Казіскі у 1863 році.

## Основні поняття
Цей метод застосовується для пошуку значення довжини ключа поліалфавітного шифра. 
- У шифротексті шукають групи знаків, які повторюються декілька раз.
- Після чого, знаходять найбільший спільний дільник цих значень, який і буде ключем.
- Кожен набір символів, який зашифрований одним і тим же знаком ключа розшифровують за допомогою частотного аналізу, який був загально відомий у Європі з часів Відродження.

| Замок | Це незавершена стаття з криптографії. Ви можете допомогти проєкту, виправивши або дописавши її. |